# Emmy (norweska piosenkarka)
Emmy, właśc. Emmy Kristine Guttulsrud Kristiansen (ur. 13 września 2000 w Holmestrand) – norweska piosenkarka i autorka tekstów. Reprezentantka Irlandii w 69. Konkursie Piosenki Eurowizji (2025).

## Kariera
Zadebiutowała w 2015 biorąc udział w norweskim programie muzycznym Melodi Grand Prix Junior z piosenką „Aiaiaiai”. W 2021 z utworem „Witch Woods” zakwalifikowała się do finału norweskiego festiwalu Melodi Grand Prix 2021, będącego wówczas eliminacjami do  65. Konkursu Piosenki Eurowizji.
W styczniu 2025 została ogłoszona uczestniczką irlandzkich preselekcji Eurosong 2025 z piosenką „Laika Party” do Konkurs Piosenki Eurowizji 2025 w Bazylei. 8 lutego 2025 wygrała finał eliminacji, dzięki czemu reprezentowała Irlandię w konkursie. 15 maja wystąpiła w drugim półfinale, jednak nie zakwalifikowała się do finału.

## Dyskografia

### Single
| Rok  | Tytuł                                   | Najwyższa pozycja na liście | Najwyższa pozycja na liście | Album |
| Rok  | Tytuł                                   | IRL                         | LTU                         | Album |
| ---- | --------------------------------------- | --------------------------- | --------------------------- | ----- |
| 2015 | „Aiaiaiai”                              | –                           | –                           | –     |
| 2016 | „Bjørnar”                               | –                           | –                           | –     |
| 2016 | „Frightened of Lightning”               | –                           | –                           | –     |
| 2018 | „Jeg ser at du har ringt”               | –                           | –                           | –     |
| 2019 | „The Little Boy”                        | –                           | –                           | –     |
| 2019 | „Er det du som har tatt den”            | –                           | –                           | –     |
| 2020 | „Gunnar”                                | –                           | –                           | –     |
| 2020 | „If Only”                               | –                           | –                           | –     |
| 2021 | „Witch Woods”                           | –                           | –                           | –     |
| 2021 | „Collection”                            | –                           | –                           | –     |
| 2021 | „Brilleskille” (z Ole Hartz)            | –                           | –                           | –     |
| 2021 | „Some Say”                              | –                           | –                           | –     |
| 2022 | „Venus (Why Don’t We Run)”              | –                           | –                           | –     |
| 2022 | „Juliet”                                | –                           | –                           | –     |
| 2022 | „Dear Sandman”                          | –                           | –                           | –     |
| 2022 | „Dear Santa”                            | –                           | –                           | –     |
| 2023 | „Just a Ghost”                          | –                           | –                           | –     |
| 2023 | „DotA” (z J.O.X)                        | –                           | –                           | –     |
| 2023 | „She”                                   | –                           | –                           | –     |
| 2023 | „Haunting You”                          | –                           | –                           | –     |
| 2023 | „Vil ha dig” (z Unge Lama)              | –                           | –                           | –     |
| 2024 | „Lose My Love”                          | –                           | –                           | –     |
| 2024 | „Dancing Alone”                         | –                           | –                           | –     |
| 2024 | „Om du var min” (z J.O.X)               | –                           | –                           | –     |
| 2024 | „Ain’t Nobody” (z Braaten)              | –                           | –                           | –     |
| 2024 | The Hanging (z Braaheim i Ilyaa)        | –                           | –                           | –     |
| 2024 | „Boten Anna” (z J.O.X i Hubbe)          | –                           | –                           | –     |
| 2024 | „Behind Blue Eyes” (z Braaheim i Ilyaa) | –                           | –                           | –     |
| 2024 | „Say You Love Me” (z Braaheim i Ilyaa)  | –                           | –                           | –     |
| 2024 | „Lie to Me”                             | –                           | –                           | –     |
| 2024 | „Monster”                               | –                           | –                           | –     |
| 2024 | „Left Outside Alone”                    | –                           | –                           | –     |
| 2025 | „Mom Is Home” (z K-391 i Nick Strand)   | –                           | –                           | –     |
| 2025 | „Laika Party”                           | 49                          | 77                          | –     |
| 2025 | „Legends”                               | –                           | –                           | –     |
| 2025 | „Rena Lakan” ⁽ᶻ ᵏᵃʳˡᵃᵛᵃᵍⁿᵉⁿ⁾            | –                           | –                           | –     |